# Hugo Warrikoff
Hugo Karl Warrikoff (ur. 19 września 1860 w Lustifer, zm. 31 października?/13 listopada 1914 w Warszawie) – lekarz weterynarii, pochodzenia niemieckiego, założyciel pierwszej na ziemiach polskich lecznicy dla zwierząt.

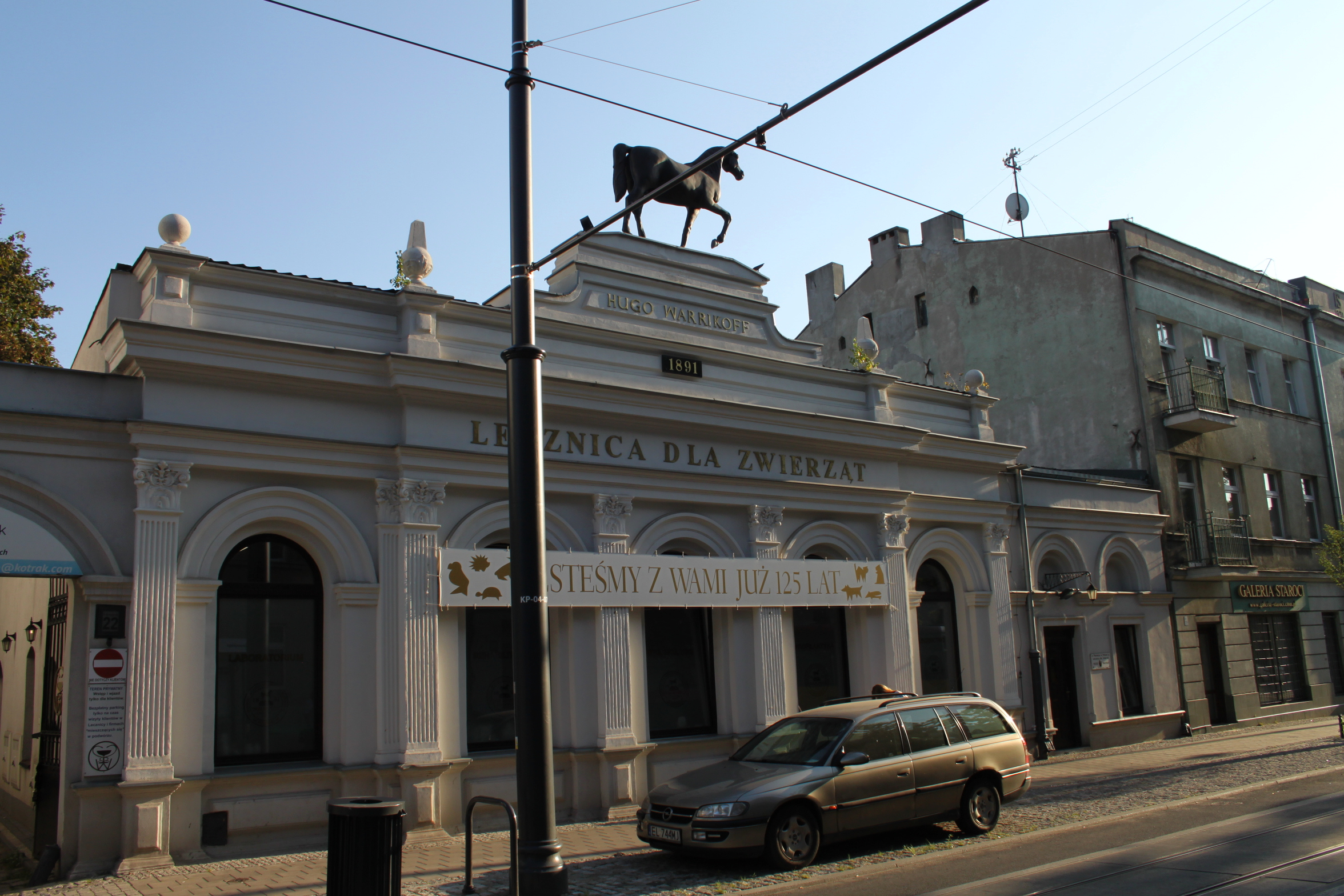
Lecznica dla zwierząt Hugo Warrikoffa (wrzesień 2018)

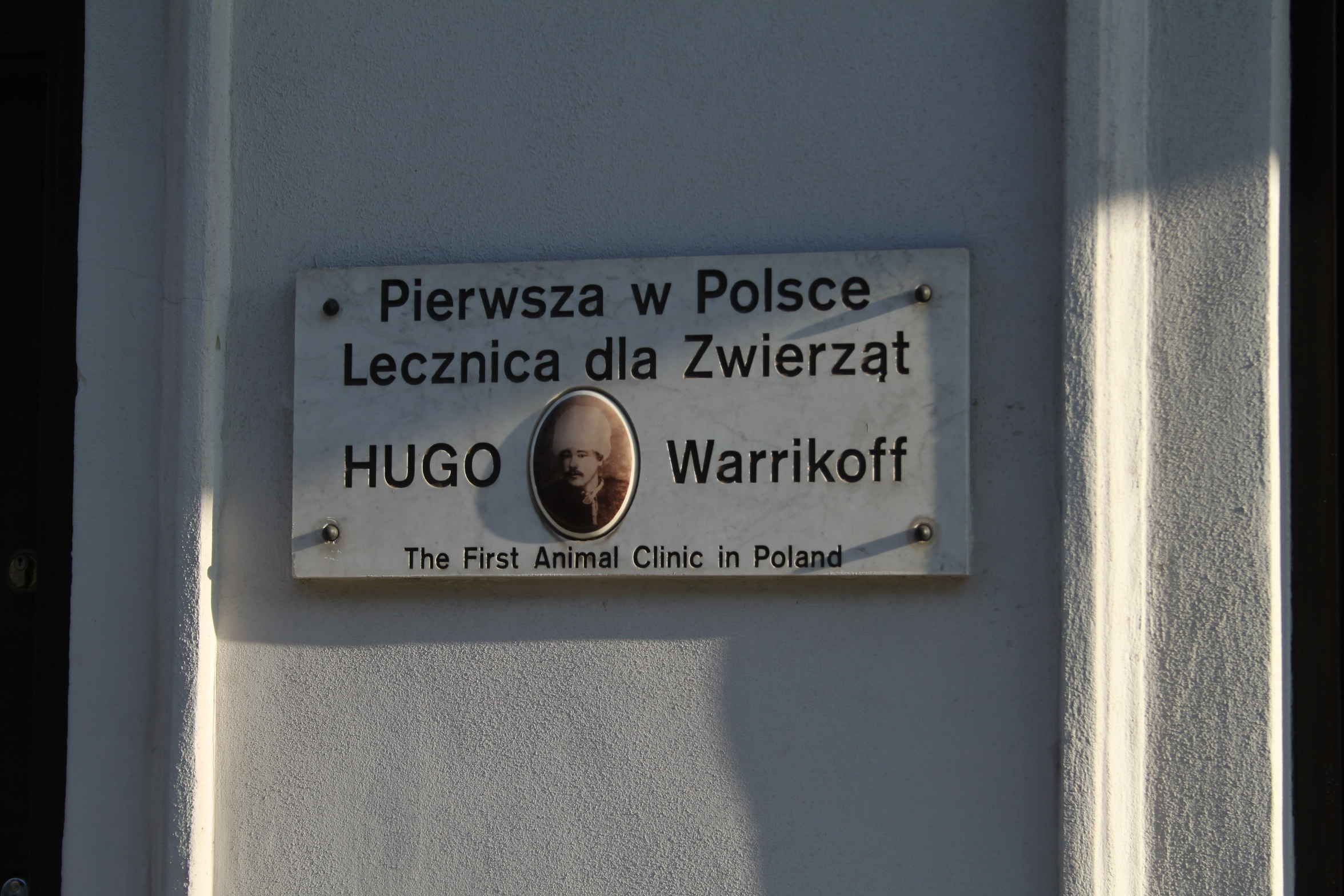
Tablica informacyjna na ścianie obok wejścia do lecznicy (wrzesień 2018)

## Życiorys
Hugo Warrikoff pochodził z Lustivere (niem. Lustifer) w Inflantach. W 1881 uzyskał dyplom lekarza weterynarii w Instytucie Weterynarii w Dorpacie (Estonia). W latach 1881–1883 pracował jako asystent kliniczny instytutu, zdobywając w 1883 stopień magistra nauk weterynaryjnych, broniąc pracę pt. Über die Wirkung einzelner Antiseptica auf das Milzbrandcontagium (O wpływie poszczególnych środków antyseptycznych na zakażenie wąglikiem). W tym samym roku został delegowany do Warszawy, co było spowodowane wybuchem epidemii księgosuszu na warszawskiej Pradze. Później krótko pracował jako weterynarz na terenie guberni kurskiej. W 1884 przeniósł się do Łodzi, gdzie został kierownikiem targowiska zwierzęcego oraz lekarzem punktowym, pełniącym nadzór nad zdrowiem transportowanych zwierząt oraz nad produktami pochodzenia zwierzęcego. W 1891 z jego inicjatywy założył w Łodzi wraz z weterynarzem – Alfredem Kwaśniewskim – lecznicę dla zwierząt połączoną z kuźnią angielską, tzw. lecznicę „Pod koniem” przy ul. Milscha 14 (późn. ul. M. Kopernika 22). Była to pierwsza na ziemiach polskich lecznica dla zwierząt.
Działalność lecznicy i kuźni była doceniana na arenie krajowej – Warrikoff prezentował wyroby podków normalnych i ortopedycznych na Wystawie Przyrodniczo-Lekarskiej X Zjazdu Lekarzy i Przyrodników we Lwowie w 1907, a także na Wystawie Przemysłu i Rolnictwa w Częstochowie w 1909, gdzie jego wyroby zdobyły srebrne medale. Po śmierci Warrikoffa lecznica pozostała w rękach jego rodziny.
Na frontonie gmachu lecznicy znajduje się podobizna właściciela oraz napis „Pierwsza w Polsce Lecznica dla Zwierząt. Hugo Warrikoff”.

### Życie prywatne
Był synem Matsa Juliusa Warrikoffa i Caroline Antoinette z domu Blauberg. Jego żoną była Eugenie Julie z domu Kelle, z którą miał trzech synów: Aleksandra, Nikołaja (Mikołaja) i Eugena (Eugeniusza). Jego wnukiem był Alexander Warrikoff (1934–2020) – niemiecki polityk.